# No Redemption
No Redemption (Official DMC Devil May Cry Soundtrack) è il sesto album della band aggrotech norvegese Combichrist. È stato pubblicato nel 2013 in CD, CD/DVD, doppio album e download digitale. Metà delle tracce dell'album sono incluse nella colonna sonora del videogame Devil May Cry.

## Tracce
1. Age of Mutation – 2:32
2. Zombie Fistfight – 2:01
3. Feed the Fire – 3:59
4. Gimme Deathrace – 3:55
5. Clouds of War – 4:04
6. Buried Alive – 3:09
7. Empty – 4:32
8. I Know What I Am Doing (Planet Treason) – 2:43
9. No Redemption – 2:33
10. Falling Apart – 2:45
11. Gotta Go – 2:59
12. How Old Is Your Soul? – 3:32
13. Pull the Pin – 3:55